# Leptocarpus laxus
Leptocarpus laxus är en gräsväxtart som först beskrevs av Robert Brown, och fick sitt nu gällande namn av Barbara Gillian Briggs. Leptocarpus laxus ingår i släktet Leptocarpus och familjen Restionaceae. Inga underarter finns listade i Catalogue of Life.